# Klaus Urbanczyk
Klaus Urbanczyk (Halle, 4 giugno 1940) è un ex calciatore e allenatore di calcio tedesco orientale, dal 1990 tedesco, di ruolo difensore.

## Caratteristiche tecniche
È stato un difensore centrale.

## Carriera
Giocò per tutta la carriera nel Chemie Halle (che nel 1965 cambiò nome in Hallescher FC Chemie) e nella nazionale tedesco-orientale, con cui vinse la medaglia di bronzo alle Olimpiadi del 1964.
Nel 1971 fu protagonista di un episodio drammatico in cui si distinse per il coraggio dimostrato. Mentre si trovava con la sua squadra ad Eindhoven, in Olanda, per la partita di ritorno del primo turno di Coppa UEFA, l'hotel in cui alloggiava con la squadra prese fuoco nella notte.
Si prodigò nel tentativo di salvare quante più persone potesse fino a che fu costretto, per salvarsi, a buttarsi dalla finestra.
Fece un volo di alcuni metri e si ferì piuttosto seriamente tanto che dovette interrompere la carriera.
Dopo il ritiro intraprese la carriera da allenatore, ed anche in queste vesti restò molto legato al Chemie/Hallescher che allenò in tre distinti periodi. Nel 1975-1976 fu allenatore in seconda del Rot-Weiß Erfurt.

## Palmarès

### Giocatore

#### Club
- Coppa della Germania Est: 1

Chemie Halle: 1961-1962

#### Nazionale
- Bronzo olimpico: 1

Tokyo 1964

#### Individuale
- Calciatore tedesco orientale dell'anno: 1

1964

### Allenatore
- Coppa della Germania Est: 2

Magdeburgo: 1977-1978, 1978-1979